# Monaster św. Jana Teologa w Poszczupowie
Monaster św. Jana Teologa – prawosławny męski klasztor w Poszczupowie nad Oką (obwód riazański, 27 km od Riazania), w jurysdykcji eparchii riazańskiej Rosyjskiego Kościoła Prawosławnego.

## Historia
Według miejscowej tradycji klasztor powstał w końcu XII lub na początku XIII wieku, utworzony przez mnichów-misjonarzy (prawdopodobnie z ławry Peczerskiej) działających wśród miejscowej ludności pogańskiej. Przywieźli oni ze sobą ikonę św. Jana Teologa pochodzącą z Bizancjum. Pierwsze dekady dziejów klasztoru nie zostały dokładnie zbadane. Prawdopodobnie wspólnota dwukrotnie lub trzykrotnie zmieniała miejsce pobytu i pierwotnie miała swoją siedzibę nad Proną, w pobliżu Michajłowa, gdzie została kilkakrotnie złupiona w czasie najazdu tatarskiego. Początkowo klasztor miał charakter kompleksu pieczar, następnie zakonnicy porzucili życie w nich i zamieszkali w drewnianych zabudowaniach. Według legendy w 1237 w monasterze doszło do objawienia św. Jana Teologa, który uratował klasztor przed najazdem Batu-Chana. Miał on nie tylko zrezygnować ze zniszczenia klasztoru, ale i ofiarował mu swoją złotą pieczęć, która była w nim przechowywana do XVII w..
W XVI i XVII w. monaster był ponownie niszczony w czasie najazdów tatarskich i mordwińskich, jednak za każdym razem był odbudowywany. Konieczność wielokrotnego odnawiania kompleksu klasztornego po zniszczeniach sprawiła, że mimo obszernych majątków ziemskich wspólnota nie należała do zamożnych. Zabudowania murowane pojawiły się w monasterze dopiero w połowie XVII w.. Według projektu Jurija Jarszowa wzniesiono wówczas kamienny mur otaczający klasztor oraz bramę wjazdową. W 1652 Jarszow wzniósł w monasterze cerkiew refektarzową Zaśnięcia Matki Bożej (według innego źródła powstała ona w 1689 razem z głównym soborem), a następnie rezydencję przełożonego klasztoru i trójkondygnacyjną dzwonnicę. W 1689 na terenie klasztoru powstał dwupoziomowy sobór św. Jana Teologa z górną cerkwią św. Mikołaja oraz dolną św. Jana Teologa. Budowlę wznieśli jarosławscy twórcy K. Ostafjew i A. Matwiejew, którzy wzorowali się na cerkwi Świętych Kosmy i Damiana w Moskwie, w Niżnych Sadownikach. W 1861 świątynia ta została przebudowana według projektu architekta gubernialnego S. Szczetkina. W 1684 monaster został napadnięty i okradziony. Napastnicy pobili przełożonego i ekonoma monasteru, po czym zrabowali przechowywane w klasztorze fundusze oraz cenne elementy wyposażenia świątyń.
Sekularyzacja majątków cerkiewnych przeprowadzona w 1764 przez Katarzynę II doprowadziła do upadku monasteru. Poprawa jego sytuacji nastąpiła dopiero po 1860, gdy dobroczyńcą wspólnoty został kupiec I gildii moskiewskiej Dawid Chłudow. Sfinansował on remont i przebudowę głównego soboru oraz wstawienie do niego nowego ikonostasu z ikonami N. Szumowa. Następnie z przekazanych przez niego funduszy powstał również nowy sobór Zaśnięcia Matki Bożej (cerkiew pod tym wezwaniem rozebrano w 1870 z uwagi na zły stan techniczny) oraz budynek mieszkalny dla mnichów. Od 1867 przy klasztorze istniał dom pielgrzyma i szkoła dla 70 chłopców z rodzin chłopskich. Także z datków Chłudowa, choć już po jego śmierci, wzniesiona została w 1901 80-metrowa dzwonnica, w której swoją siedzibę znalazła także klasztorna biblioteka przechowująca m.in. woluminy z XVII i XVIII stulecia. W 1915 w monasterze przebywało ponad 100 mnichów, którzy od połowy XIX w. żyli według surowej reguły przyjętej na wzór Monasteru Koniewskiego.
Klasztor funkcjonował do 1930 (według innego źródła do 1931). W wymienionym roku jego ostatni mieszkańcy zostali aresztowani i skazani na zsyłki do Kazachstanu pod zarzutem prowadzenia działalności kontrrewolucyjnej. W monasterze znajdowała się kolonia karna dla nieletnich, następnie magazyny i szkoła rolnicza. Zrujnowany kompleks został zwrócony Rosyjskiemu Kościołowi Prawosławnemu w 1988 i w tym samym roku działalność rozpoczęła na nowo męska wspólnota mnisza. Na miejscu zniszczonego wyposażenia świątyń wstawione zostały nowe elementy. Mnisi urządzili nowe cerkwie w bramie wjazdowej – czasownia Iwerskiej Ikony Matki Bożej oraz w budynku mieszkalnym – cerkiew Ikony Matki Bożej „Szybko Spełniająca Prośby” i św. Pantelejmona. W soborze św. Jana Teologa, pod częścią ołtarzową od 1993 działa cerkiew św. Serafina z Sarowa, Juwenaliusza Riazańskiego oraz Świętych Nowomęczenników i Wyznawców Rosyjskich.
Monaster posiada placówkę filialną w Riazaniu.